# Cuba en los Juegos Olímpicos de Moscú 1980
Cuba estuvo representada en los Juegos Olímpicos de Moscú 1980 por un total de 208 deportistas, 175 hombres y 33 mujeres, que compitieron en 19 deportes.
El portador de la bandera en la ceremonia de apertura fue el boxeador Teófilo Stevenson.

## Medallistas
El equipo olímpico cubano obtuvo las siguientes medallas:
| Nombre                   | Deporte      | Competición    |
| ------------------------ | ------------ | -------------- |
| Oro                      |              |                |
| María Caridad Colón      | Atletismo    | Jabalina F     |
| Juan Bautista Hernández  | Boxeo        | 54 kg M        |
| Ángel Herrera            | Boxeo        | 60 kg M        |
| Andrés Aldama            | Boxeo        | 67 kg M        |
| Armando Martínez         | Boxeo        | 71 kg M        |
| José Gómez               | Boxeo        | 75 kg M        |
| Teófilo Stevenson        | Boxeo        | +81 kg M       |
| Daniel Núñez             | Halterofilia | 56 kg M        |
| Plata                    |              |                |
| Silvio Leonard           | Atletismo    | 100 m M        |
| Alejandro Casañas        | Atletismo    | 110 m vallas M |
| Hipólito Ramos           | Boxeo        | 48 kg M        |
| Adolfo Horta             | Boxeo        | 57 kg M        |
| José Rodríguez Carbonell | Judo         | –60 kg M       |
| Juan Ferrer              | Judo         | –78 kg M       |
| Isaac Azcuy              | Judo         | –86 kg M       |
| Bronce                   |              |                |
| Luis Delís               | Atletismo    | Disco M        |
| José Aguilar             | Boxeo        | 63,5 kg M      |
| Ricardo Rojas            | Boxeo        | 81 kg M        |
| Alberto Blanco           | Halterofilia | 100 kg M       |
| Roberto Castrillo        | Tiro         | Skeet M        |